# IV-divisioona 2014
La IV-divisioona 2014 è stata la 1ª edizione del campionato di football americano di quinto livello (giocato a 7 giocatori), organizzato dalla SAJL.

## Squadre partecipanti
| Club               | Città     | Stadio | Sponsor ufficiale | Risultato nella stagione 2013 |
| ------------------ | --------- | ------ | ----------------- | ----------------------------- |
| Malmi Blaze        | Helsinki  |        |                   |                               |
| Milky City Farmers | Kiuruvesi |        |                   |                               |
| Nokia Hunters      | Nokia     |        |                   |                               |
| Rovaniemi Nordmen  | Rovaniemi |        |                   |                               |
| Seinäjoki Gators   | Seinäjoki |        |                   |                               |
| Vaasa Vikings      | Vaasa     |        |                   |                               |

## Stagione regolare

### Calendario

#### 1ª giornata (Torneo di Kiuruvesi)
| Kiuruvesi 17 maggio 2014 | Milky City Farmers | 6 – 36 | Rovaniemi Nordmen |  |

| Kiuruvesi 17 maggio 2014 | Rovaniemi Nordmen | 12 – 18 | Nokia Hunters |  |

| Kiuruvesi 17 maggio 2014 | Nokia Hunters | 48 – 0 | Milky City Farmers |  |

#### 2ª giornata (Torneo di Helsinki)
| Helsinki 7 giugno 2014 | Milky City Farmers | 6 – 42 | Malmi Blaze |  |

| Helsinki 7 giugno 2014 | Malmi Blaze | 38 – 0 | Seinäjoki Gators |  |

| Helsinki 7 giugno 2014 | Seinäjoki Gators | 6 – 12 | Milky City Farmers |  |

#### 3ª giornata (Torneo di Nokia)
| Nokia 14 giugno 2014 | Nokia Hunters | 36 – 0 | Malmi Blaze |  |

| Nokia 14 giugno 2014 | Malmi Blaze | 12 – 36 | Vaasa Vikings |  |

| Nokia 14 giugno 2014 | Vaasa Vikings | 18 – 24 | Nokia Hunters |  |

#### 4ª giornata (Torneo di Vaasa)
| Vaasa 28 giugno 2014 | Rovaniemi Nordmen | 0 – 44 | Vaasa Vikings |  |

| Vaasa 28 giugno 2014 | Vaasa Vikings | 54 – 6 | Seinäjoki Gators |  |

| Vaasa 28 giugno 2014 | Seinäjoki Gators | 6 – 30 | Rovaniemi Nordmen |  |

### Classifica
La classifica della regular season è la seguente:
- PCT = percentuale di vittorie, G = partite giocate, V = partite vinte,  P = partite perse, PF = punti fatti, PS = punti subiti

| Pos. | Squadra            | PCT   | G | V | N | P | PF  | PS  |
| ---- | ------------------ | ----- | - | - | - | - | --- | --- |
| 1    | Nokia Hunters      | 1.000 | 4 | 4 | 0 | 0 | 126 | 30  |
| 2    | Vaasa Vikings      | .750  | 4 | 3 | 0 | 1 | 152 | 42  |
| 3    | Rovaniemi Nordmen  | .500  | 4 | 2 | 0 | 2 | 78  | 74  |
| 4    | Malmi Blaze        | .500  | 4 | 2 | 0 | 2 | 92  | 78  |
| 5    | Milky City Farmers | .250  | 4 | 1 | 0 | 3 | 24  | 132 |
| 6    | Seinäjoki Gators   | .000  | 4 | 0 | 0 | 4 | 18  | 134 |

## Playoff

### Tabellone
|  | Semifinali | Semifinali        | Semifinali |               |   | II Äijämalja    | II Äijämalja      | II Äijämalja    |  |
|  |            |                   |            |               |   |                 |                   |                 |  |
|  | 1          | Nokia Hunters     | 50         |               |   |                 |                   |                 |  |
|  | 1          | Nokia Hunters     | 50         |               |   |                 |                   |                 |  |
|  | 4          | Rovaniemi Nordmen | 18         |               |   |                 |                   |                 |  |
|  | 4          | Rovaniemi Nordmen | 18         |               | 1 | Nokia Hunters   | 40                |                 |  |
|  |            |                   |            |               | 1 | Nokia Hunters   | 40                |                 |  |
|  |            |                   | 2          | Vaasa Vikings | 6 |                 |                   |                 |  |
|  | 2          | Vaasa Vikings     | 2          | Vaasa Vikings | 6 | 20              |                   |                 |  |
|  | 2          | Vaasa Vikings     |            |               |   | 20              |                   |                 |  |
|  | 3          | Malmi Blaze       | 0          |               |   | Finale 3º posto | Finale 3º posto   | Finale 3º posto |  |
|  | 3          | Malmi Blaze       | 0          |               |   |                 |                   |                 |  |
|  |            |                   |            |               |   |                 |                   |                 |  |
|  |            |                   |            |               |   | 4               | Rovaniemi Nordmen | 14              |  |
|  |            |                   |            |               |   | 4               | Rovaniemi Nordmen | 14              |  |
|  |            |                   |            |               |   | 3               | Malmi Blaze       | 6               |  |

### Semifinali
| Rovaniemi 5 luglio 2014, ore 10:00 | Vaasa Vikings | 20 – 0 | Malmi Blaze |  |

| Rovaniemi 5 luglio 2014, ore 12:00 | Nokia Hunters | 50 – 18 | Rovaniemi Nordmen |  |

### Finale 3º - 4º posto
| Rovaniemi 5 luglio 2014, ore 14:00 | Malmi Blaze | 6 – 14 | Rovaniemi Nordmen |  |

### II Äijämalja
| Rovaniemi 5 luglio 2014, ore 16:00 | Nokia Hunters | 40 – 6 | Vaasa Vikings |  |

## Verdetti
- Nokia Hunters Vincitori dell'Äijämalja 2014